# 가미마시키군

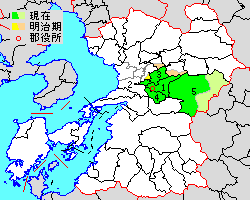
가미마시키 군의 위치

가미마시키군(일본어: 上益城郡)은 일본 구마모토현의 군이다.
인구 81,471명, 면적 783.96km², 인구밀도 104명/km².(2025년 5월 1일, 추계인구)
이하 5정으로 구성된다.
- 가시마정(嘉島町)
- 고사정(甲佐町)
- 마시키정(益城町)
- 미후네정(御船町)
- 야마토정(山都町)

## 역사
- 2005년 2월 11일 - 야베 정, 세이와 촌이 아소군 소요 정과 합병해 야마토 정이 되었다.